# Integraza
Integraza – enzym kodowany przez materiał genetyczny retrowirusów (np. HIV) oraz przez transpozony. Katalizuje łączenie w całość dwóch odrębnych nici DNA. Razem z dwoma innymi enzymami wirusowymi: odwrotną transkryptazą i proteazą, ma kluczowe znaczenie w proliferacji HIV. Została odkryta podczas badań HIV w 1978 roku przez naukowców z Saint Louis University. W wyniku jej działania DNA z genami wirusa włączane jest do DNA gospodarza.
Inhibitory integrazy stosowane są w leczeniu AIDS.